# Gaetano Palloni (musicista)
Gaetano Palloni (Camerino, 4 o 5 agosto 1831 – Roma, 14 luglio 1892) è stato un compositore italiano.

## Biografia
Cresciuto a Fermo, studiò con Nicola Antonio Zingarelli e Saverio Mercadante per poi proseguire con Teodulo Mabellini a Firenze. Rimase molti anni nel capoluogo toscano: Mabellini lo assunse come insegnante di canto al Conservatorio di Firenze e lo volle con sé come membro della Società filarmonica. Nel 1890 si trasferì a Roma dove aprì una sua scuola di canto.

## Opere e fonti
Il suo lavoro è in gran parte derivato dalla sua attività di insegnante vocale (scrisse molte canzoni, stornelli e duetti canori), ma si dedicò anche alla musica sacra. La mancanza di studi specifici non ci permette di quantificare e localizzare suoi autografi. 

### Copie manoscritte
Esigue sono le copie manoscritte di suoi lavori pervenuteci. Si conservano:
- nelle Marche: la Biblioteca Federiciana di Fano e la Biblioteca Mozzi-Borgetti di Macerata hanno canzonette ballabili per voce e pianoforte[4];
- a Pistoia: l'Archivio Capitolare possiede i suoi compiti studenteschi relativi al periodo di apprendistato con Mabellini: il maestro faceva ridurre agli allievi le sue messe per poi ricorreggerle e tra le carte mabelliniane a Pistoia vi sono anche gli esercizi svolti da Palloni (vedi anche Copie manoscritte di Mabellini)[5][6];
- a Roma: al Conservatorio e all'Accademia di Santa Cecilia hanno pezzi per canto e pianoforte;
- i conservatori di Brescia e Como hanno canzoni con accompagnamento pianistico.

Alcuni suoi pezzi manoscritti risultano di proprietà di privati e antiquari.

### Edizioni a stampa
Molto più cospicue sono le edizioni stampate della sua musica: abbiamo notizia di quasi 300 suoi pezzi pubblicati, quasi la metà editi da Ricordi, disseminati in ogni parte d'Italia. La Biblioteca del Conservatorio di Milano è l'istituzione che ne conserva il maggior numero, seguono il Conservatorio di Roma, la Biblioteca Nazionale di Firenze, l'Accademia Santa Cecilia di Roma, la Fondazione Levi di Venezia, il Liceo Musicale di Pesaro e la Biblioteca Reale di Torino. Da segnalare la capillare circolazione delle sue canzoni nelle province toscane: la Biblioteca Guerrazzi di Livorno, la Biblioteca Bettarini della Scuola Verdi di Prato e l'Archivio Storico Musicale dell'Opera Primaziale Pisana conservano tutte più esemplari stampati dei pezzi di Palloni.

## Discografia
Si ha notizia di una registrazione del 1917, dell'etichetta americana Victor, della sua canzone Domani eseguita da Florence Hinkle, di cui però non risultano essere sopravvissute copie.